# IC 2638
IC 2638 је спирална галаксија у сазвјежђу Лав која се налази на листи објеката дубоког неба у Индекс каталогу.
Деклинација објекта је + 10° 33' 48" а ректасцензија 11h 13m 51,8s. Привидна величина (магнитуда) објекта IC 2638 износи 14,0 а фотографска магнитуда 14,9. IC 2638 је још познат и под ознакама UGC 6261, MCG 2-29-12, CGCG 67-37, PGC 34205.